# 黄昏晨桥
黄昏晨桥位于中国浙江省宁波市鄞州区云龙镇任新村任家横自然村下庵东，民国桥梁，建成于民国二十年（1931年），南北走向，为三孔二墩钢筋混凝土拱桥，长16.96米，宽2.08米，拱卷由钢筋混凝土浇制而成，横跨15.92米，北侧设有桥亭，又称第四亭，为单檐仿木歇山顶钢筋混凝土结构，桥与桥亭均为陈馨载所建，2010年9月公布为鄞州区文物保护单位:433。